# NGC 3424
NGC 3424 је спирална галаксија у сазвежђу Мали лав која се налази на NGC листи објеката дубоког неба.
Деклинација објекта је + 32° 54' 1" а ректасцензија 10h 51m 46,2s. Привидна величина (магнитуда) објекта NGC 3424 износи 12,4 а фотографска магнитуда 13,2. NGC 3424 је још познат и под ознакама UGC 5972, MCG 6-24-25, CGCG 184-28, KUG 1048+331, IRAS 10489+3309, PGC 32584.